# Ligota-Panewniki
Ligota - Panewniki (tiếng Đức: Ellgoth-Panewnik; còn "Idaweiche") là một quận của Katowice ở Ba Lan. Nó có diện tích 12,59 km 2 và năm 2007 có 31.879 cư dân.
Ligota-Panewniki trở nên nổi tiếng nhờ Vương cung thánh đường Franciscan tráng lệ, trụ sở của tỉnh giả định Franciscan ở Ba Lan. Trong dịp Giáng sinh, nhà thờ trở thành một điểm thu hút tôn giáo và khách du lịch do có khung cảnh Giáng sinh, được cho là lớn nhất ở châu Âu.

## Người nổi tiếng
- Jerzy Kukuczka